# Atractus carrioni
Atractus carrioni — вид змій родини полозових (Colubridae). Мешкає в Еквадорі і Перу.

## Поширення і екологія
Atractus carrioni мешкають в Андах на півдні Еквадору (Лоха) і на крайній півночі Перу (провінція Аябака в регіоні П'юра). Вони живуть в гірських хмарних лісах, галерейних лісах, садах і чагарникових заростях, на висоті від 1112 до 2300 м над рівнем моря. Живляться комахами, дощовими черв'яками, кліщами і молюсками.

## Збереження
МСОП класифікує цей вид як такий, що перебуває під загрозою зникнення. Atractus carrioni загрожує знищення природного середовища і полювання з метою використання в лікувальних цілях.